# Théâtre de la Gaîté

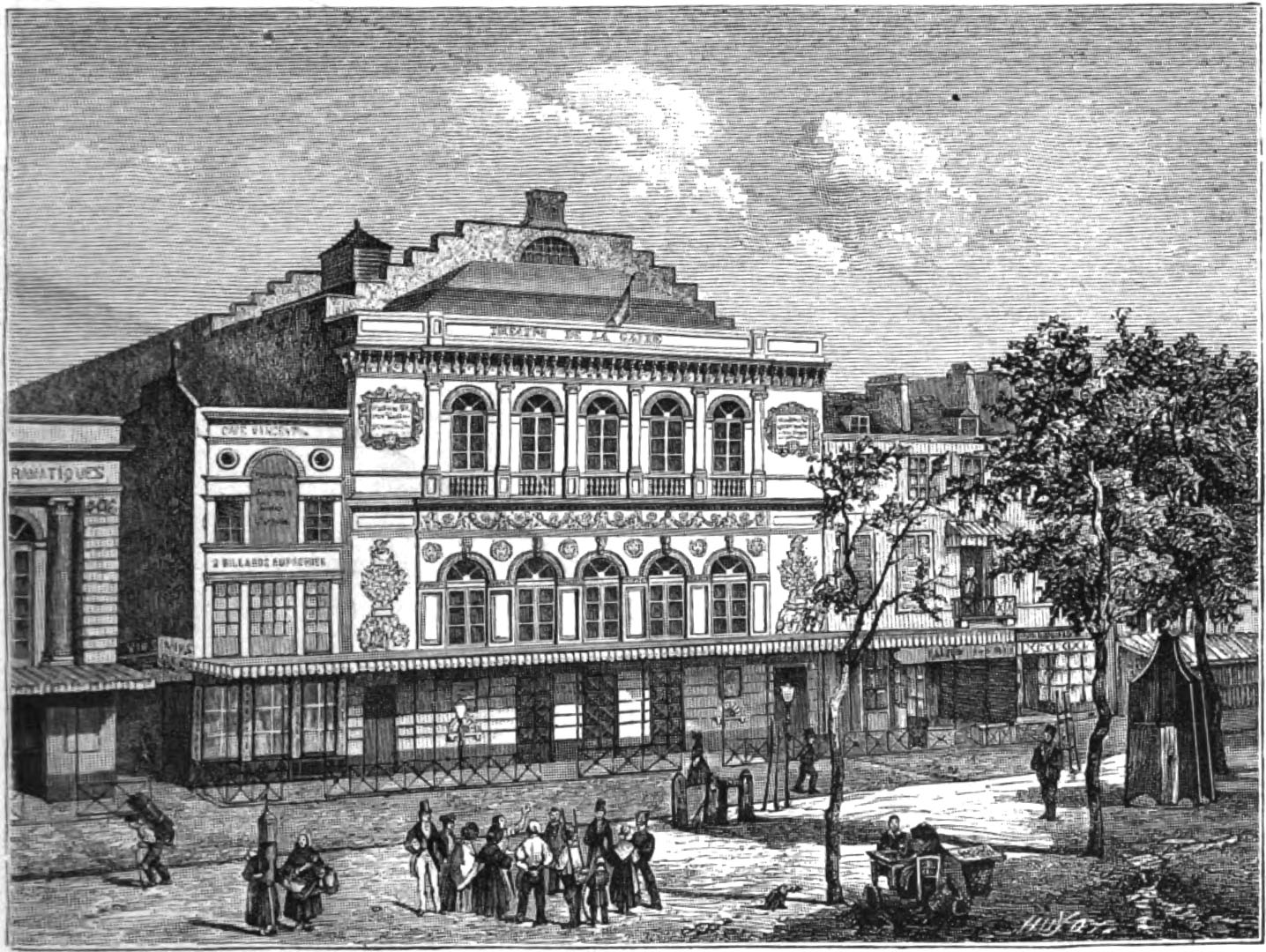
Das Théâtre de la Gaîté von 1835 bis 1862. Links angrenzend das Théâtre des Folies-Dramatiques (früher Théâtre de l’Ambigu-Comique), rechts das Théâtre des Funambules

Das Théâtre de la Gaîté („Theater der Heiterkeit“) ist ein ehemaliges Theater am Boulevard du Temple in Paris. Es galt als Inbegriff des Boulevardtheaters im 19. und 20. Jahrhundert.
Es ist nicht zu verwechseln mit dem Théâtre de la Gaîté-Montparnasse, einem Kleintheater für Sprechstücke, das 1868 an der Rue de la Gaîté gebaut wurde.

## Erstes Haus: Pantomimen
1759 errichtete der Schauspieler Jean-Baptiste Nicolet hier ein festes Theater im Stil der Schaubuden des Pariser Jahrmarktstheaters im Kampf gegen die Verhinderungsversuche der königlich privilegierten Comédie-Italienne. 1772 erhielt das Theater die Erlaubnis, den Namen Théâtre des Grands Danseurs du Roi („Theater der großen Tänzer des Königs“) zu führen.
Seit 1792 führte es den endgültigen Namen. Das napoleonische Theaterdekret 1807 beschränkte es auf das Genre der Pantomime. Es durfte also keine ernsten Ballette aufführen.

## Zweites Haus: Melodramen
1808 wurde es am selben Platz neu erbaut. 1825–35 war René Charles Guilbert de Pixérécourt, der große Melodramdichter, Direktor des Theaters. Viele populäre Melodramen (Abenteuer-, „Mantel-und-Degen“- oder Kriminalstücke) wurden hier aufgeführt, wie seit 1814 Der Hund des Aubry. Durch den Brand von 1835 verlor Pixérécourt sein gesamtes Vermögen und musste das Theater abgeben. Es wurde am selben Platz neu errichtet. Der Brand forderte 3 Todesopfer.
Im Zuge der Vergrößerung der Pariser Boulevards durch Georges-Eugène Haussmann wurde das Théâtre de la Gaîté 1861 wie die meisten Theater am Boulevard du Temple zerstört.

## Drittes Haus: Operetten

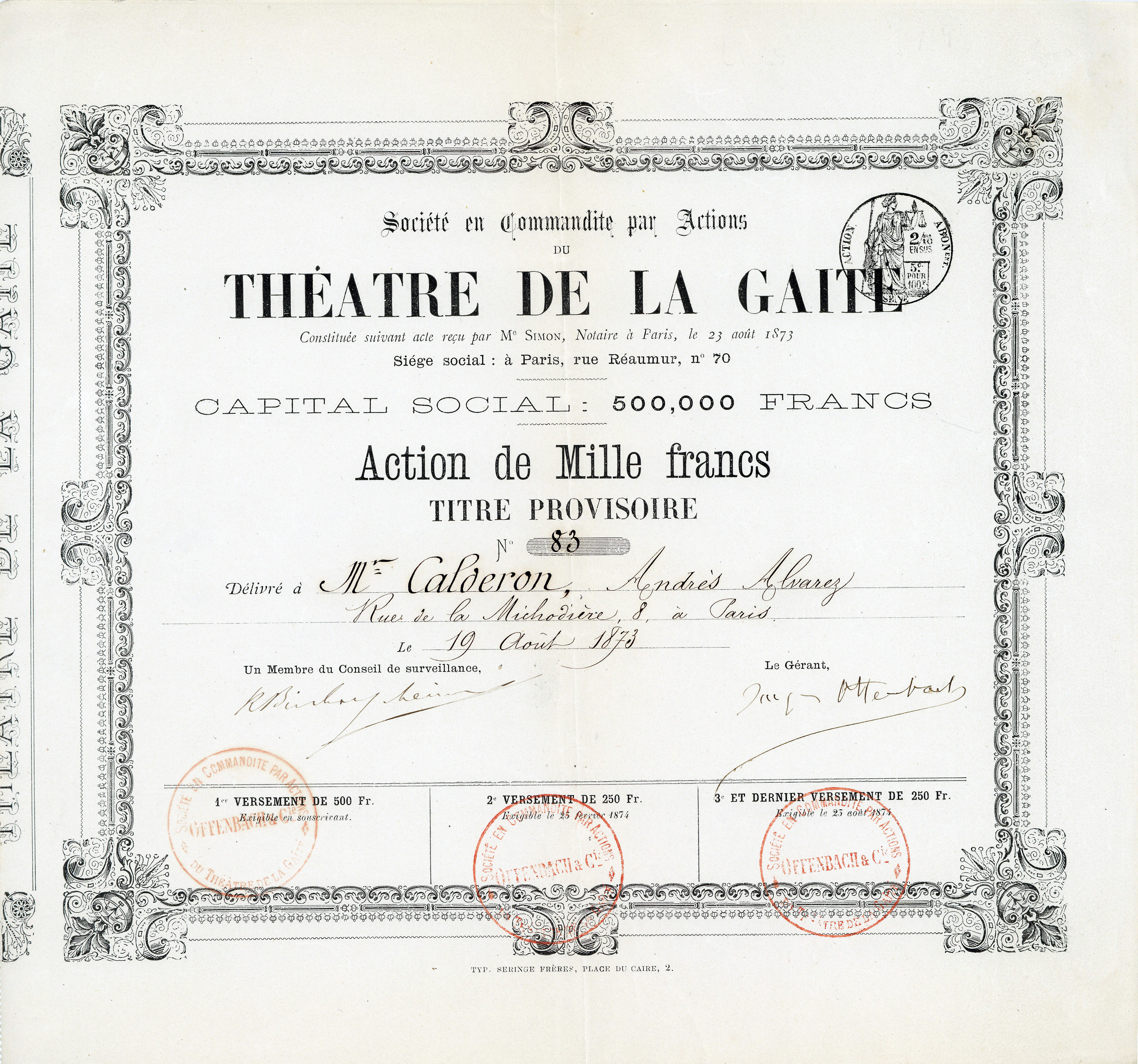
Aktie des Théatre de la Gaité über 1000 Francs, ausgegeben am 19. August 1873, unterschrieben im Original von Jaques Offenbach als Direktor. Offenbach renovierte das Theater von Grund auf, um es am 2. September 1873 mit "Le Gascon", einem Drama von Théodore Barière, zu dem er selbst die Musik beigesteuert hatte, wiederzueröffnen. In die Inszenierung des historischen Dramas "La Heine" von Victorien Sardou, uraufgeführt am 3. Dezember 1874, steckte Offenbach 360.000 Francs, doch der Erfolg blieb aus, was schließlich zur Auflösung der Gesellschaft führte.

Der Architekt Alphonse Cusin baute im selben Jahr ein neues Theater (an der heutigen Adresse Rue Papin No. 3–5), das unter dem Namen Théâtre de la Gaîté-Lyrique („Heiteres Musiktheater“) an den Ruf des älteren Theaters anknüpfte. Es wurde zu einem Zentrum der Pariser Operette während des Zweiten Kaiserreichs. Es fasste 1500 Zuschauer und hatte einen Orchestergraben für etwa 40 Musiker. 1873 wurde der Komponist Jacques Offenbach zum Direktor, der es als Aktiengesellschaft mit einem Kapital von 500.000 Francs führte. Er musste es aber schon 1875 aufgeben.
1918 feierten die Ballets Russes des Impresarios Sergei Djagilew in diesem Theater ihren sensationellen Erfolg. In den 1930er Jahren konnte sich Franz Lehárs Operette Das Land des Lächelns lange Zeit halten. Bis 1963 blieb das Theater ein Ort der Operette und der Boulevardkomödie.
Nachdem es zeitweise eine Zirkusschule beherbergt hatte, wurde das Theater 1989 wegen Baufälligkeit geschlossen und durch seine Umgestaltung zum Vergnügungszentrum Planète magique weitgehend zerstört.

## Kunstzentrum
Die Stadt Paris ließ das Theater im Jahre 2010 für insgesamt 85 Mio. € durch die Architektin Manuelle Gautrand zu einem Kunstzentrum umbauen, das der Digitalen Kunst und der zeitgenössischen Musik gewidmet ist. Das siebengeschossige Gebäude wurde am 2. März 2011 der Öffentlichkeit übergeben.

## Besetzung des Theaters
Von Dezember 2024 bis 18. März 2025 wurde das Theater von 300 Migranten besetzt, deren Anträge auf Anerkennung als Minderheit abgelehnt wurden. Das Programm des Veranstaltungsortes wurde daher abgesagt. Bis Ende Februar stieg die Zahl auf 440 Migranten an. Nach Angaben der Leitung des Théâtre de la Gaîté wurde die Situation zunehmend explosiver mit der damit verbundenen Gewalt, die an Schwere und Häufigkeit zunahm. Am 26. Februar beschloss die Leitung des Théâtre de la Gaîté daraufhin den Betrieb komplett einzustellen, „da sie nicht mehr in der Lage sei, die Verwaltung, Instandhaltung und den Betrieb des Gebäudes zu gewährleisten “ Unter Einsatz von Tränengas und Schlagstöcken haben Sicherheitskräfte am 18. März 2025 das Theater geräumt. Den minderjährigen Migranten bot man eine Unterbringung in Notunterkünfte an.